# Наттенберг (стадион)
Стадион Наттенберг (нем. Stadion Nattenberg) — футбольный стадион в немецком городе Люденшайд с беговыми дорожками для лёгкой атлетики. Является домашней ареной для местной команды ««Рот-Вайсс» (Люденшайд)», выступающей в любительской лиге Вестфалии. Вместимость составляет 7 102 человек.
Стадион имеет крытую трибуну, прожекторы, беговую дорожку и другие легкоатлетические сооружения.
В марте 2009 года было объявлено, что стадион будет полностью реконструирован. После ремонта вместимость стадиона уменьшилась с 17 000 до 7 102 зрителей.

## Матчи на стадионе

### Матчи женской сборной Германии
Женская сборная Германии провела на стадионе «Наттенберг» три матча:
- 3 октября 1984 года  Сборная Германии —  Сборная Финляндии — 1:0
- 30 июня 1991 года  Сборная Германии —  Сборная Китая — 2:0
- 4 ноября 2002 года  Сборная Германии —  Сборная России — 4:0

### МатчиЖенского Чемпионата Европы 1989
- 28 июня 1989 года  Сборная Норвегии —  Сборная Швеция — 2:1

Также до реконструкции на стадионе периодически проводили товарищеские матчи известные клубы. В 1998 году здесь был проведен матч между леверкузенским «Байером» и «Дуйсбургом» (3:0). В 2001 году прошел матч кубка Германии «Боруссия» (Дортмунд) - «Шальке 04» (1:2).